# A.Film A/S
A A.Film é uma grande empresa de animação dinamarquesa, composta por uma equipe de 30 profissionais, com 50 ou mais adicionados na sede durante produção de animações.
As 3 divisões de animação da A.Film são A.Film Eesti em Tallinn, Estonia com a equipe de 25, A.Film Latvia em Riga, com a equipe de 8, e A.Film Alemanha em Munique.
A A.Film produziu filmes de animados de maior sucesso Hjælp, jeg er en fisk e Jungledyret, 5 curtas animados e 400 comerciais televisivos.
Atualmente, a A.Film está produzindo o filme animado em CGI O Patinho Feio e Eu e um programa de TV baseado no mesmo conceito. A A.Film recentemente concluiu o filme animado tradicionalmente Asterix e os Vikings para M6 Studio.e fez o filme noir de terror Felidae: o gato detetive.
Com o passar dos anos, a A.Film ganhou 40 prêmios, incluindo Grand Prix do ITVA internacional em 1998 e 1999, o Prêmio UNICEF em 1997 e 2000, e o 1o Prêmio para Melhor Animação produzida para razões educacionais na Celebração do Mundo Animado em fevereiro de 1998, assim como uma nominação ao Academy Awards de Melhor Curta Animado 2000 e demais prêmios da mídia da União Europeia para co-produções excelentes.
A A.Film está sempre pronta para co-produções e subcontrato, marcando o intercâmbio da empresa. A A.Film subcontratou em 25 filmes cinematográficos, especiais em vídeo e programas de TV.

## Historia
A A.Film nasceu em 1 de agosto de 1988 fundada por Stefan Fjeldmark, Karsten Kiilerich, Jorgen Lerdam, Hans Perk e Anders Mastrup.
Em 1993 a A.Film mudou-se para a Animationshuset em Tagensvej no norte-oeste da cidade de Copenhaguen.
Em 1994 foi adicionada a A.Film Eesti, uma divisão em Estonia que adiciona capacidade de animação e tinta-e-pintura para A.Film assim como atua como uma empresa de animação.
1994 também foi o ano em que a editora Egmont comprou 50% da empresa, e A.Film é considerada desde parte da divisão de cinema da Egmont, a Nordisk Film, que foi fundada em 1906.
Em 2001, mais uma divisão foi criada em Riga, a A.Film Latvia, que opera perto da A.Film Esti. Em 2006, as divisões em Eesti e Latvia cooperam na animação digital, e são compatíveis com a A.Film em Copenhaguen.
Em 2006, mais uma divisão foi montada em Munique, a A.Film Alemanha.